# Muzyka solowa

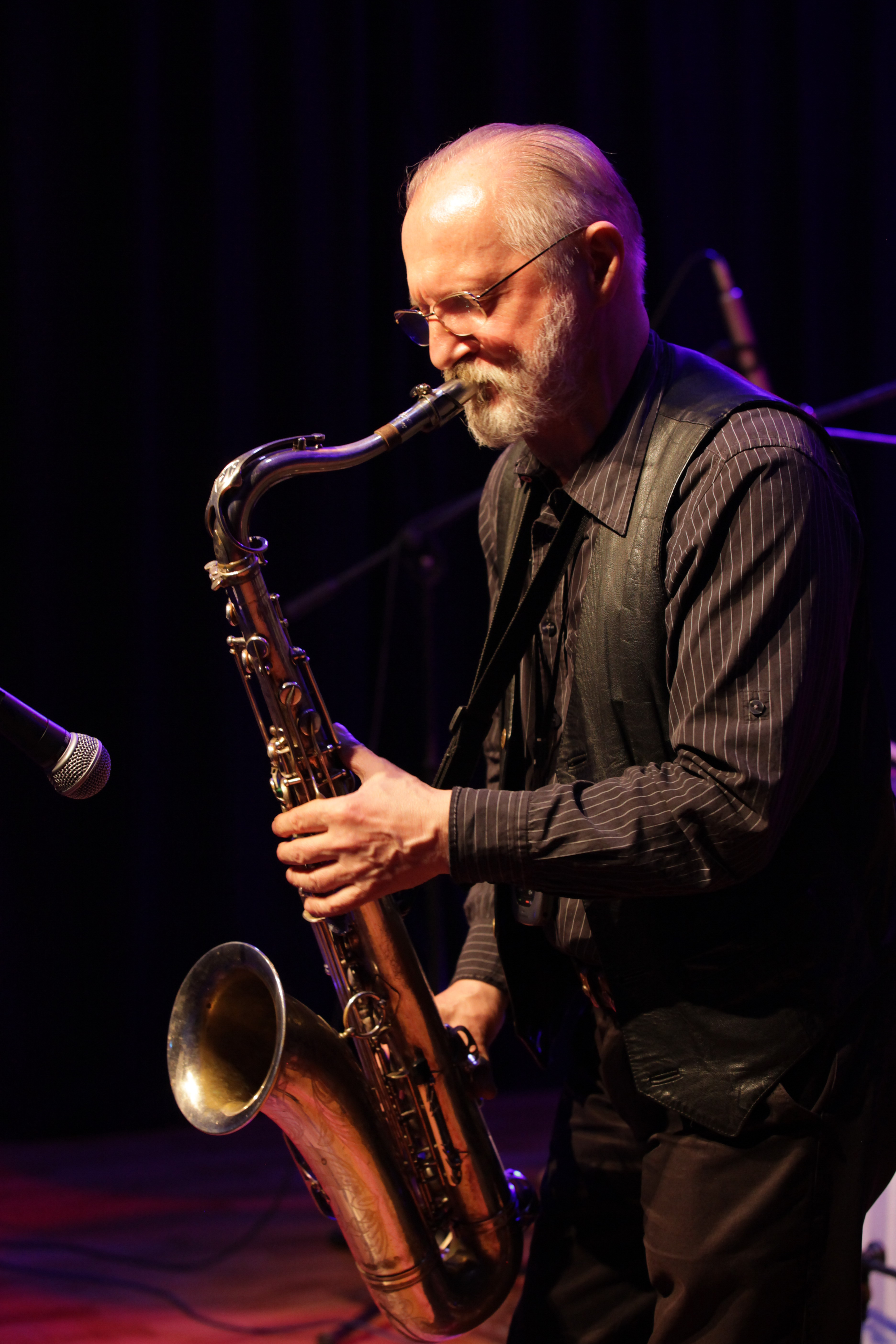
Janusz Muniak (2013)

Muzyka solowa – muzyka wykonywana przez jedną osobę tzw. solistę, grającego na jednym instrumencie, także z akompaniamentem innego instrumentu. Przeciwieństwem jest muzyka zespołowa (muzyka kameralna i orkiestrowa). Do rzadkości należą wokalne utwory solowe, w których występuje jeden śpiewający i nie ma podkładu muzycznego.

## Przykłady muzyki solowej
- Utwory na fortepian Fryderyka Chopina
- Suity na wiolonczelę solo J.S. Bacha
- 24 kaprysy na skrzypce solo Niccolò Paganiniego

i in.